# Güstrow
Güstrow [ˈgʏstroː], Barlachstadt Güstrow – miasto w Niemczech w landzie Meklemburgia-Pomorze Przednie, w powiecie Landkreis Rostock, siedziba związku gmin Amt Güstrow-Land. Do 3 września 2011 siedziba powiatu Güstrow. Güstrow jest siódmym pod względem wielkości miastem landu z ok. 31 tys. mieszkańców. Leży około 45 km na południe od Rostocku nad rzeką Nebel (dopływ Warnow). W pobliżu miasta leżą jeziora Insel, Sumpf, Parumer stanowiące północną część Pojezierza Meklemburskiego.

## Toponimia
Nazwa miasta ma pochodzenie słowiańskie. Pierwotnie pisana była w formie Gustrowe (1226) i Guzstrow (1305), w formie Güstrow poświadczona jest od XVI wieku. Jej pierwotna połabska forma ma postać Guščerov i wywodzi się od słowa guščer „jaszczurka”. Stanisław Kozierowski spolszczał ją jako Ostrów, spotyka się również formę Guszczerowo.

## Historia
W 1226 roku Henryk Borwin II, wnuk Henryka Lwa, ufundował w tym miejscu kolegiatę. Tereny te, gdzie istniała słowiańska osada Ostrów, od ok. 1230 należały aż do reformacji do diecezji kamieńskiej. W 1228 roku miejscowość otrzymała prawa miejskie. Wkrótce rozpoczęto w tym miejscu budowę zamku.
W latach 1503, 1508 i 1512 miasto ucierpiało od pożarów, a w 1556 roku pożar zniszczył także zamek. Oficjalnie w 1533 miasto przyjęło luteranizm, kapituła kolegiacka 1547.
W latach 1556–1695 Güstrow był siedzibą książąt Meklemburgii, którzy w 1558 roku rozpoczęli odbudowę zamku po pożarze. W 1621 roku po podziale Meklemburgii miasto stało się stolicą niewielkiego księstwa Mecklenburg-Güstrow. Jednym z książąt był Albrecht von Wallenstein, który mieszkał na zamku w czasie wojny trzydziestoletniej, w latach 1628–1629.
W 1721 roku w mieście toczyły się negocjacje dotyczące zawieszenia broni w III wojnie północnej.
W latach 1910–1938 w Güstrow mieszkał rzeźbiarz niemiecki Ernst Barlach.

## Zabytki

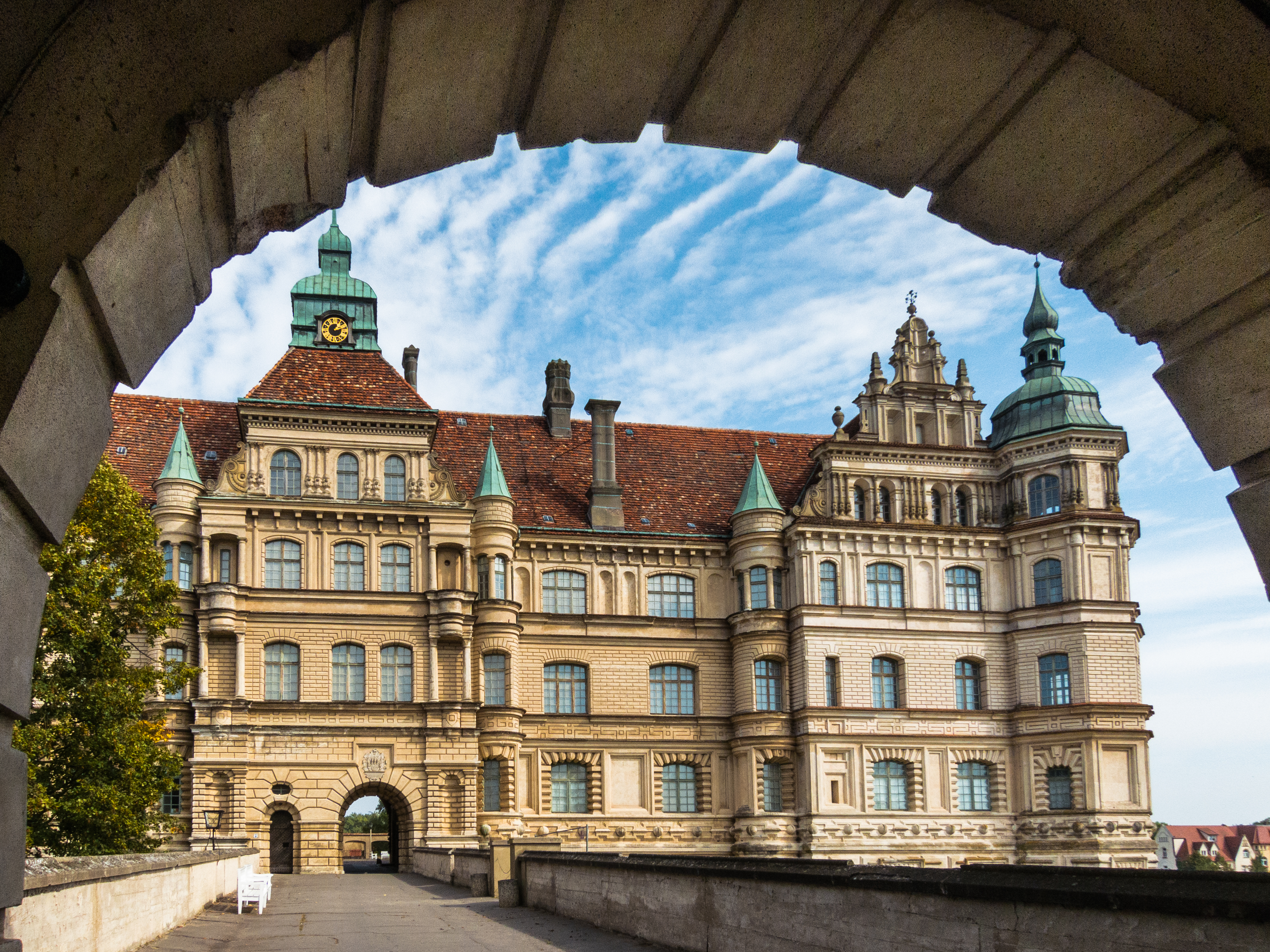
Pałac w Güstrowie

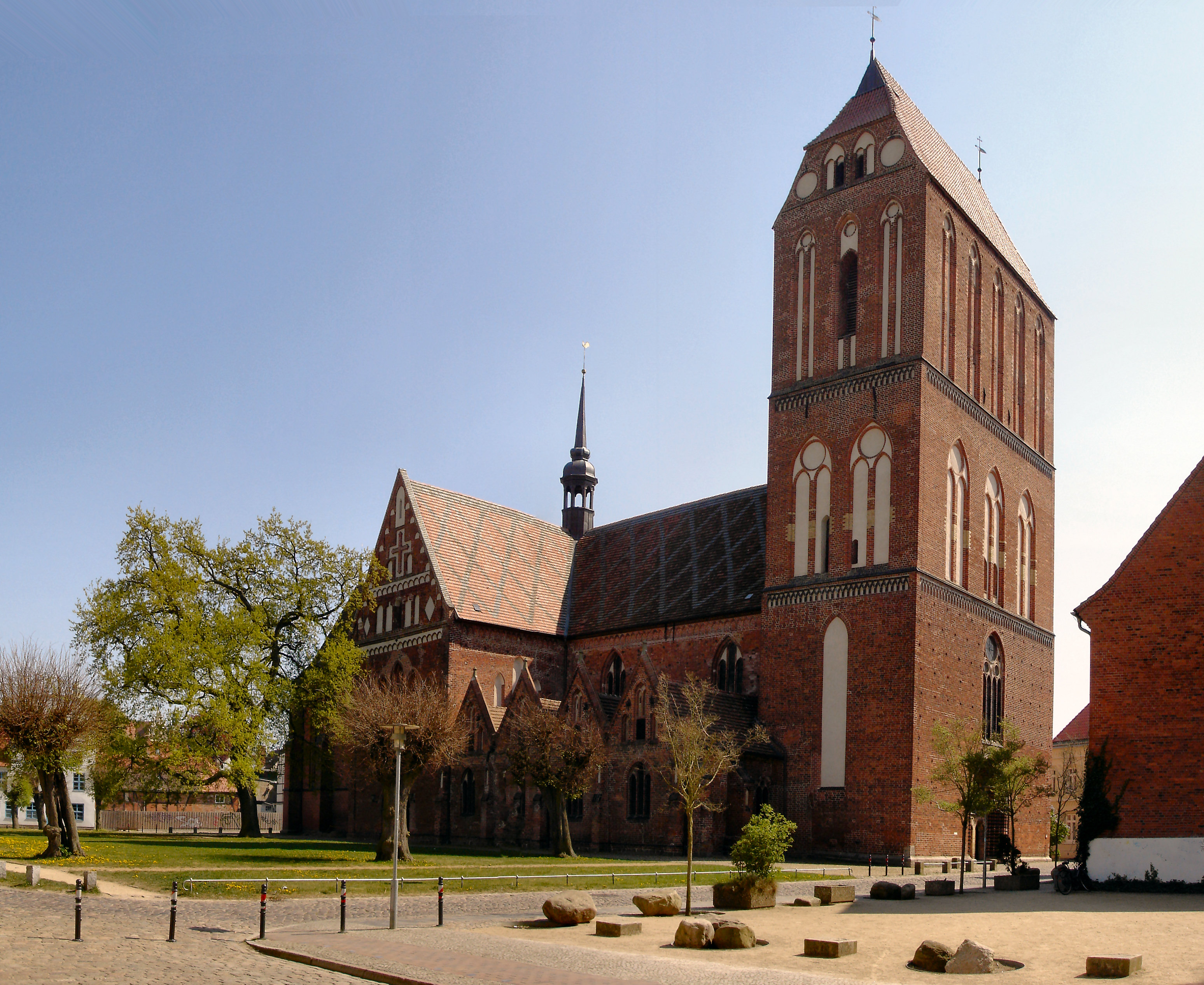
Güstrower Dom

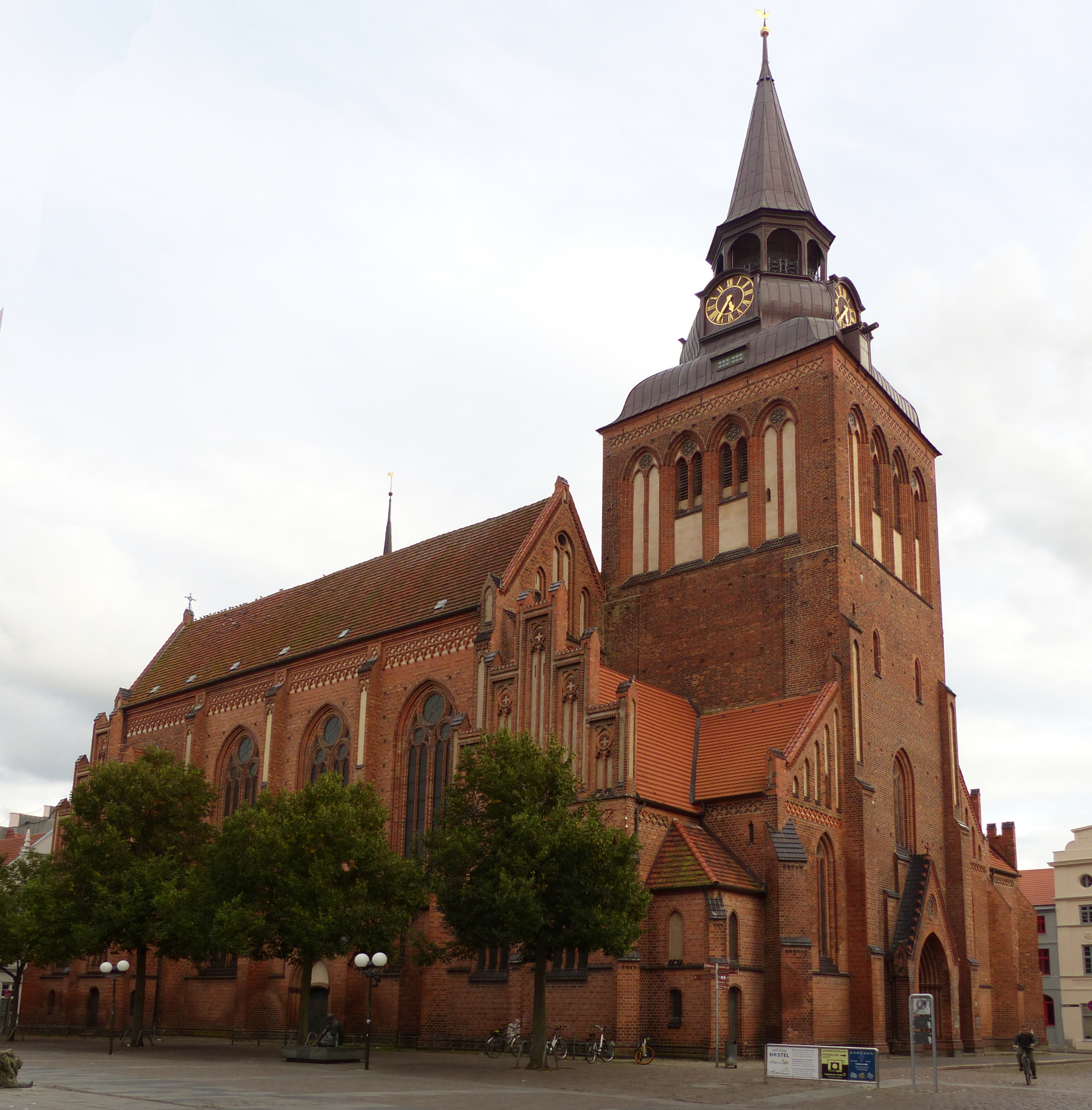
Marienkirche

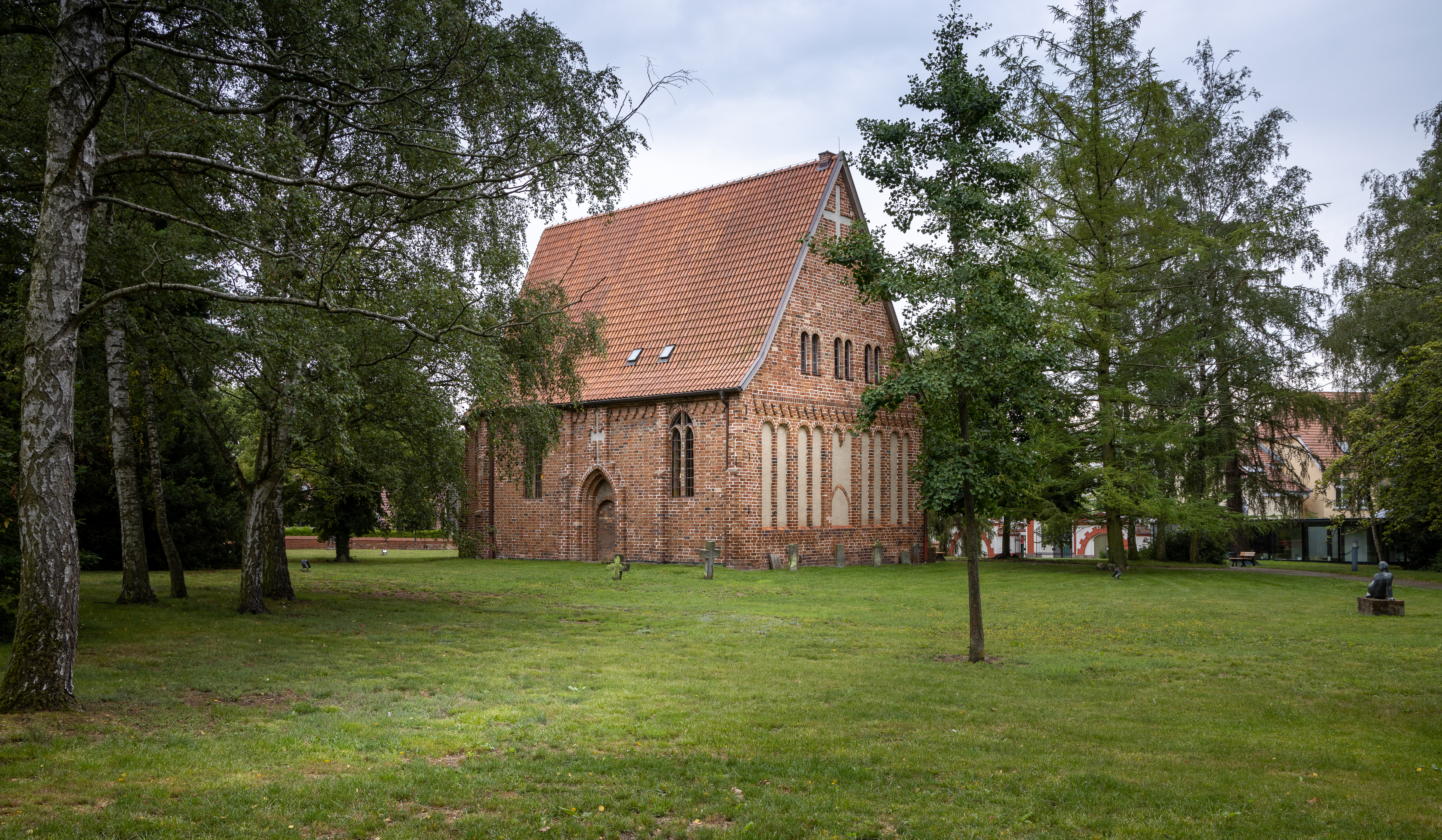
Gertrudenkapelle

- Pałac(inne języki) wybudowany w latach 1558–1589 w stylu renesansowym. W latach 1963–1981 zamek został odnowiony. Dodano również renesansowy ogród utworzony na podstawie starych rycin.
- gotycka katedra (niem. Güstrower Dom) budowana w latach 1226–1335 z bogatym wystrojem gotyckim (m.in. krucyfiks, stalle, późnogotycki ołtarze z około 1500 roku, figury apostołów), renesansowy nagrobek książęcy.
- Kościół Mariacki w Güstrowie (niem. Pfarrkirche St. Marien), obecna forma 1503–1509. Późnogotycki ołtarz.
- Kaplica św. Gertrudy w Güstrowie(inne języki) (niem. Gertrudenkapelle), gotycka, fundowana 1430. Muzeum Ernsta Barlacha.
- Kościół katolicki Wniebowzięcia NMP, zbud. 1928–1929 (proj. Paul Korff).
- Ratusz, 1797–1798, z wcześniejszymi reliktami.
- Domy z XVI–XIX w.

## Gospodarka
W mieście znajduje się cukrownia należąca do koncernu Nordzucker AG (drugiego co do wielkości producenta cukru w Europie). Ponadto w mieście rozwinął się przemysł spożywczy, drzewny, odzieżowy, maszynowy oraz metalowy.

## Transport
W pobliżu przebiega autostrada A19. Miasto posiada połączenie S-Bahn z Rostockiem. Przez Güstrow przebiega także linia kolejowa Szczecin – Hagenow, ze stacją Güstrow, której fragment do miejscowości Bützow został wybudowany już w 1850 roku.

## Urodzeni w mieście
- Joachim Daniel Jauch – generał wojsk koronnych, inżynier wojskowy, architekt
- Daniel Gottfried Georg Langermann – uczestnik powstania listopadowego, kawaler orderu Virtuti Militari
- Peter Kurth – niemiecki aktor filmowy i serialowy

## Współpraca
Miejscowości partnerskie:
- Kronshagen, Szlezwik-Holsztyn
- Gryfice, Polska
- Neuwied, Nadrenia-Palatynat
- Ribe, Dania
- Valkeala, Finlandia